# Amazing Kiss
„Amazing Kiss” – drugi japoński singel BoA, wydany 25 lipca 2001 roku przez Avex Trax. Singel promował album LISTEN TO MY HEART. Osiągnął 23 pozycję w rankingu Oricon Singles Chart i pozostał na liście przez 8 tygodni, sprzedał się w nakładzie 59 450.
Singel został wydany na płycie gramofonowej 30 marca 2002 roku.

## Lista utworów

### CD
| Nr | Tytuł                               | Słowa       | Kompozycja    | Aranżacja              | Czas |
| -- | ----------------------------------- | ----------- | ------------- | ---------------------- | ---- |
| 1. | „Amazing Kiss”                      | BOUNCEBACK  | BOUNCEBACK    | Ken Harada, BOUNCEBACK | 4:36 |
| 2. | „Someday, Somewhere”                | Kenji Ogura | Lee Hyun-jung | Kwak Young-jun         | 4:07 |
| 3. | „Amazing Kiss” (English Version)    | Zusi Kim    | BOUNCEBACK    | Ken Harada, BOUNCEBACK | 4:36 |
| 4. | „Amazing Kiss” (Instrumental)       |             | BOUNCEBACK    | Ken Harada, BOUNCEBACK | 4:36 |
| 5. | „Someday, Somewhere” (Instrumental) |             | Lee Hyun-jung | Kwak Young-jun         | 4:04 |

### Płyta gramofonowa
Strona A
1. „Amazing Kiss” (Thunderpuss Japanese Club Mix)

Strona B
1. „Amazing Kiss” (Groove That Soul Japanese Mix)
2. „Amazing Kiss” (Original Japanese Version)